# 国際ファッション専門職大学
国際ファッション専門職大学（こくさいファッションせんもんしょくだいがく、英語: Professional Institute of International Fashion、略称：PIIF）は、東京都新宿区に本部を置く専門職大学である。2017年に改正された学校教育法により導入された最初の専門職大学のひとつである。

## 沿革
- 2018年 - 文部科学省より認可。
- 2019年 - 4月 開校。

## 組織
- 国際ファッション学部
  - ファッションクリエイション学科
  - ファッションビジネス学科
  - 大阪ファッションクリエイション・ビジネス学科
  - 名古屋ファッションクリエイション・ビジネス学科

## アクセス
- 東京キャンパス：東京都新宿区西新宿1丁目7-3
  - 新宿駅西口から徒歩3分。
  - JR・小田急・京王・地下鉄から地下街が直結。
  - 駅前から歩道橋が直結。

- 大阪キャンパス：大阪市北区梅田3丁目3-2
  - JR大阪駅・地下鉄梅田駅・阪急大阪梅田駅から直結。

- 名古屋キャンパス：名古屋市中村区名駅4丁目27-1
  - 名古屋駅前、徒歩3分。
  - JR・地下鉄・名鉄・近鉄から地下街が直結。

## 公式サイト
- 【公式サイト】国際ファッション専門職大学